# Windsor (Connecticut)
Windsor è un comune degli Stati Uniti d'America, situato nella Contea di Hartford nello Stato del Connecticut.

## Geografia fisica
Nel territorio di Windsor il fiume Farmington si getta nel Connecticut.

## Località
Del comune fanno parte le località minori di:
- Deerfield
- Hayden Station
- Poquonock
- Rainbow
- Wilson